# Уиской (тауншип, Миннесота)
Уиской (англ. Wiscoy) — тауншип в округе Уинона, Миннесота, США. На 2000 год его население составило 336 человек.

## География
По данным Бюро переписи населения США площадь тауншипа составляет 92,5 км², из которых 92,5 км² занимает суша, водоёмов нет.

## Демография
По данным переписи населения 2000 года здесь находились 336 человек, 133 домохозяйства и 102 семьи.  Плотность населения —  3,6 чел./км².  На территории тауншипа расположено 145 построек со средней плотностью 1,6 построек на один квадратный километр. Расовый состав населения: 98,81 % белых, 0,60 % азиатов, 0,60 % — других рас США.
Из 133 домохозяйств в 37,6 % воспитывались дети до 18 лет, в 61,7 % проживали супружеские пары, в 7,5 % проживали незамужние женщины и в 23,3 % домохозяйств проживали несемейные люди. 20,3 % домохозяйств состояли из одного человека, при том 3,0 % из — одиноких пожилых людей старше 65 лет. Средний размер домохозяйства — 2,53, а семьи — 2,86 человека.
26,5 % населения — младше 18 лет, 6,3 % — в возрасте от 18 до 24 лет, 31,5 % — от 25 до 44, 30,4 % — от 45 до 64, и 5,4 % — старше 65 лет. Средний возраст — 39 лет. На каждые 100 женщин приходилось 108,7 мужчин.  На каждые 100 женщин старше 18 приходилось 114,8 мужчин.
Средний годовой доход домохозяйства составлял 36 607 долларов, а средний годовой доход семьи —  42 083 доллара. Средний доход мужчин —  27 750  долларов, в то время как у женщин — 25 000. Доход на душу населения составил 15 814 долларов. За чертой бедности находились 6,1 % семей и 8,1 % всего населения тауншипа, из которых 6,3 % младше 18 лет.